# 王思為

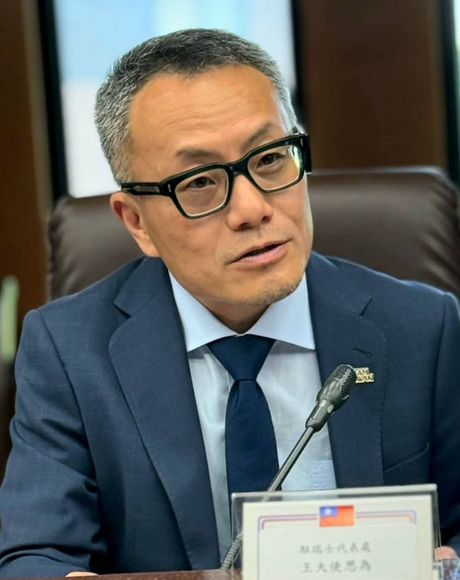
駐瑞士代表處刊登肖像照

王思為（1971年1月28日—），臺灣學者、中華民國外交官。

## 學歷
- 國立臺灣大學農學院畜產學系農學士[註 1]
- 國立臺灣大學國家發展研究所碩士班肄業
- 巴黎第五大学博士預備班文憑
- 巴黎第五大學政治學博士

## 經歷
- 總統府聘用諮議（2005年8月—2008年5月）
- 南華大學歐洲研究所、非營利事業管理研究所助理教授（2008年8月—2016年7月）
- 南華大學國際事務與企業學系副教授（2016年8月—2021年7月）[註 2]
- 亞太和平研究基金會董事（2016年9月—2020年9月）
- 總統府秘書長辦公室主任（2016年7月—2017年5月）
- 國家安全會議研究員（2017年5月—2018年7月）
- 公務人員保障暨培訓委員會專任委員（2018年8月—2025年8月）
- 駐瑞士臺北文化經濟代表團大使銜代表（2025年8月—）[註 3]

## 著作

### 專著
- 《公民投票制度與國際間公投案例》（2016年7月）[5]

### 合著
- 《現代憲法的理論與現實：李鴻禧教授七秩華誕祝壽論文集》〈法國第五共和的憲改演化〉（2007年9月，頁269—290）[6]
- 《印度制造：探索現代印度的文明精神與智慧》（譯，2009年1月）
- 《認識中立國》（2015年4月）
- 《臺灣全志卷七外交志外交政策篇》（2015年6月）
- 《中華民國憲法七十年》（2017年12月）

| 外交職務      | 外交職務                      | 外交職務 |
| ------------- | ----------------------------- | -------- |
| 前任： 黃偉峰 | 中華民國駐瑞士代表 2025年8月— | 繼任： ' |